# Punjaipuliampatti
Punjaipuliampatti es una ciudad y municipio situada en el distrito de Erode en el estado de Tamil Nadu (India). Su población es de 18967 habitantes (2011). Se encuentra a 65 km de Erode.

## Demografía
Según el censo de 2011 la población de Punjaipuliampatti era de 18967 habitantes, de los cuales 9470 eran hombres y 9497 eran mujeres. Punjaipuliampatti tiene una tasa media de alfabetización del 81,60%, inferior a la media estatal del 80,09%: la alfabetización masculina es del 89,01%, y la alfabetización femenina del 74,30%.

### Religión
| Censo religioso | Censo religioso | Censo religioso | Censo religioso | Censo religioso |
| --------------- | --------------- | --------------- | --------------- | --------------- |
| Religión        |                 |                 |                 |                 |
| Hindú           | Hindú           |                 | 90.04 %         | 90.04 %         |
| Musulmán        | Musulmán        |                 | 7.66 %          | 7.66 %          |
| Cristiano       | Cristiano       |                 | 2.14 %          | 2.14 %          |
| Siji            | Siji            |                 | 0.01 %          | 0.01 %          |
| Buddhist        | Buddhist        |                 | 0.01 %          | 0.01 %          |
| Jainista        | Jainista        |                 | 0.0 %           | 0.0 %           |
| Otra            | Otra            |                 | 0.15 %          | 0.15 %          |
| Sin religion    | Sin religion    |                 | 0.0 %           | 0.0 %           |

Según el censo religioso de 2011, la población de Punjai Puliampatti era 90,04% hindúes, 7,66% musulmanes, 2,14% cristianos, 0,01% sijis, 0,01% budistas, 0,0% jainistas y 0,15% personas de otras religiones.

## Transporte
Punjaipuliampatti está conectada con las ciudades cercanas por carreteras. El número total de autobuses es de más de 1200 por día, excluyendo los autobuses KSRTC.
Se conecta con tres carreteras principales que pasan por la ciudad: la NH 948 que conduce a Coimbatore y Sathyamangalam, y la SH-166, las cuales la conectan con Bhavanisagar y Palladam a través de Avinashi, Mettupalayam, Gobichettipalayam y Tirupur.
La carretera principal de la ciudad es la NH 209.
La carretera de circunvalación más cercana es la Carretera Nacional 544, a una distancia de 22 km (14 millas) de distancia. MDR-889 conduce a Puliampatti a través de Bhavanisagar Road cruzando la carretera estatal 15, así como las principales carreteras cercanas MDR-888 y MDR-888A.

## Industria
Los trabajadores de Punjaipuliampatti están empleados principalmente en los sectores primario y secundario. La fuerza laboral está compuesta por alrededor del 42% de los trabajadores de la industria, el 18% en pequeñas industrias (industrias artesanales y de pequeña escala), el 12% en la agricultura y el 28% en el comercio u otras actividades. Hay algunas industrias dentro de la jurisdicción del organismo local. La ciudad también es una importante fuente de suministro de insumos agrícolas como el tabaco para las áreas adyacentes.

## Economía
La principal fuente de ingresos de Punjaipuliampatti proviene del comercio y las pequeñas empresas junto con la agricultura. También hay muchas hilanderías y unidades de tejido en la ciudad y sus alrededores. Muchas personas viajan diariamente a Coimbatore por trabajo y educación. Es una zona industrial que incluye alrededor de 70 fábricas textiles. La fuerza laboral está compuesta por alrededor del 42% de los trabajadores de la industria, el 18% en pequeñas industrias (industrias artesanales y de pequeña escala), el 12% en la agricultura y el 28% en el comercio u otras actividades.Tiene un mercado semanal que cubre un área de 45 acres, lo que genera un ingreso anual de 40 rupias para el municipio. El área total del arenal es de aproximadamente 45 acres, lo que lo convierte en uno de los mercados semanales más grandes de Tamil Nadu. El mercado de ganado comienza el miércoles y termina el jueves todas las semanas y las ventas rondan los 2 millones de rupias ese día.